# Nanty Glo
Nanty Glo är en kommun av typen borough i Cambria County i Pennsylvania. Vid 2010 års folkräkning hade Nanty Glo 2 734 invånare.